# Schizopyga podagrica
Schizopyga podagrica är en stekelart som beskrevs av Johann Ludwig Christian Gravenhorst 1829. Schizopyga podagrica ingår i släktet Schizopyga och familjen brokparasitsteklar. Arten är reproducerande i Sverige. Utöver nominatformen finns också underarten S. p. nigrifacies.